# Port de la Lune
Port de la Lune (månhamnen) i Bordeaux ligger längs floden Garonne västra strand. Den har fått sitt namn efter den meandrande flodens  halvmåneformade krök strax innan den mynnar ut i Atlanten.

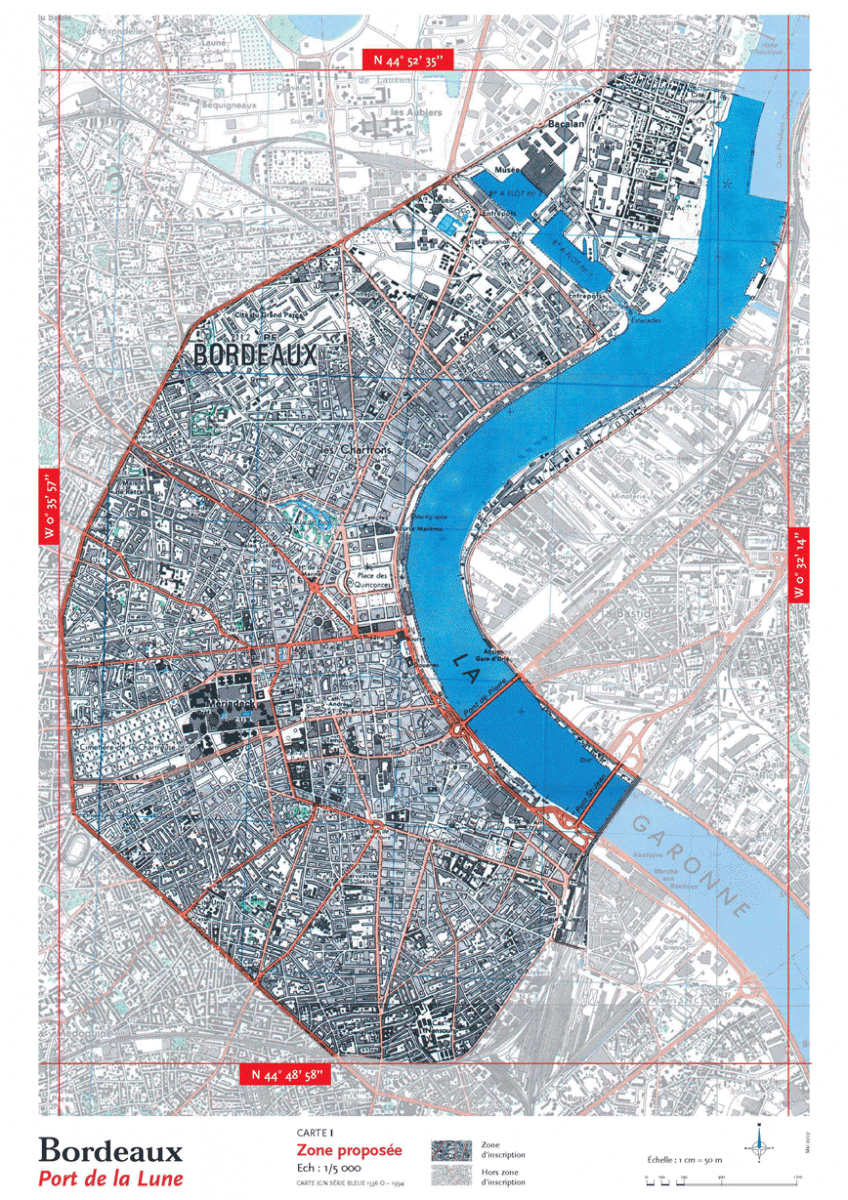
Världsarvsområdet.

Hamnområdet utsågs till världsarv av Unesco år 2007. Det 1 800 hektar stora området med 347 kulturskyddade byggnader begränsas av floden, kvarteren Gare de Saint Jean i söder och Quai de Bacalan i norr samt bron Pont de Pierre över Garonne. De välbevarade byggnaderna från 1700-talets
upplysningstid  är goda exempel på nyklassisk arkitektur. 
Hamnen är också ett bevis på det handels- och kulturutbyte som har skett mellan Bordeaux och främst Storbritannien och  Nederländerna sedan mer än tusen år och den symboliseras av en  månskära i stadens vapen.

## Bilder

Bordeaux stadsvapen.
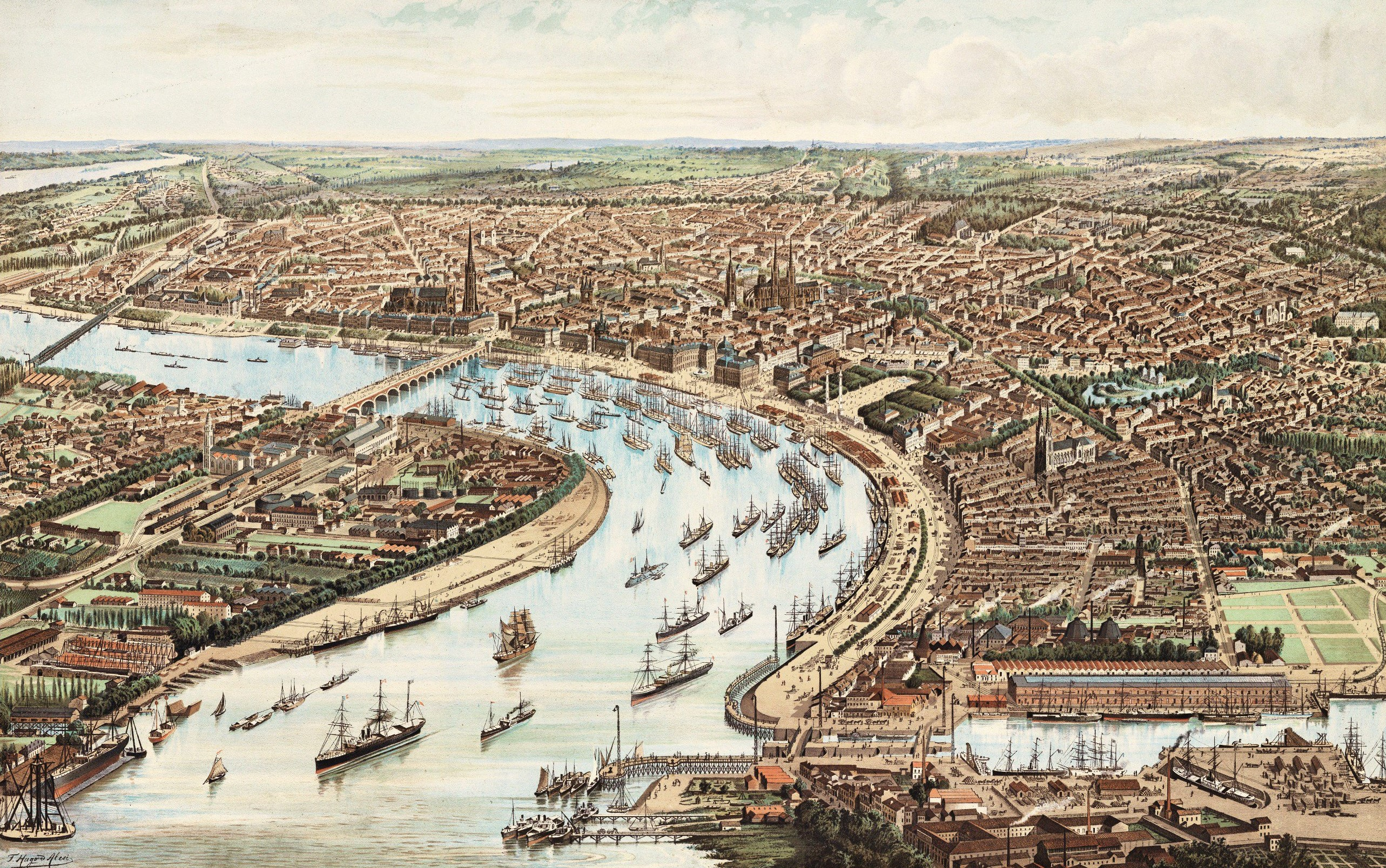
Hamnen 1899 av Hugo d'Alesi.
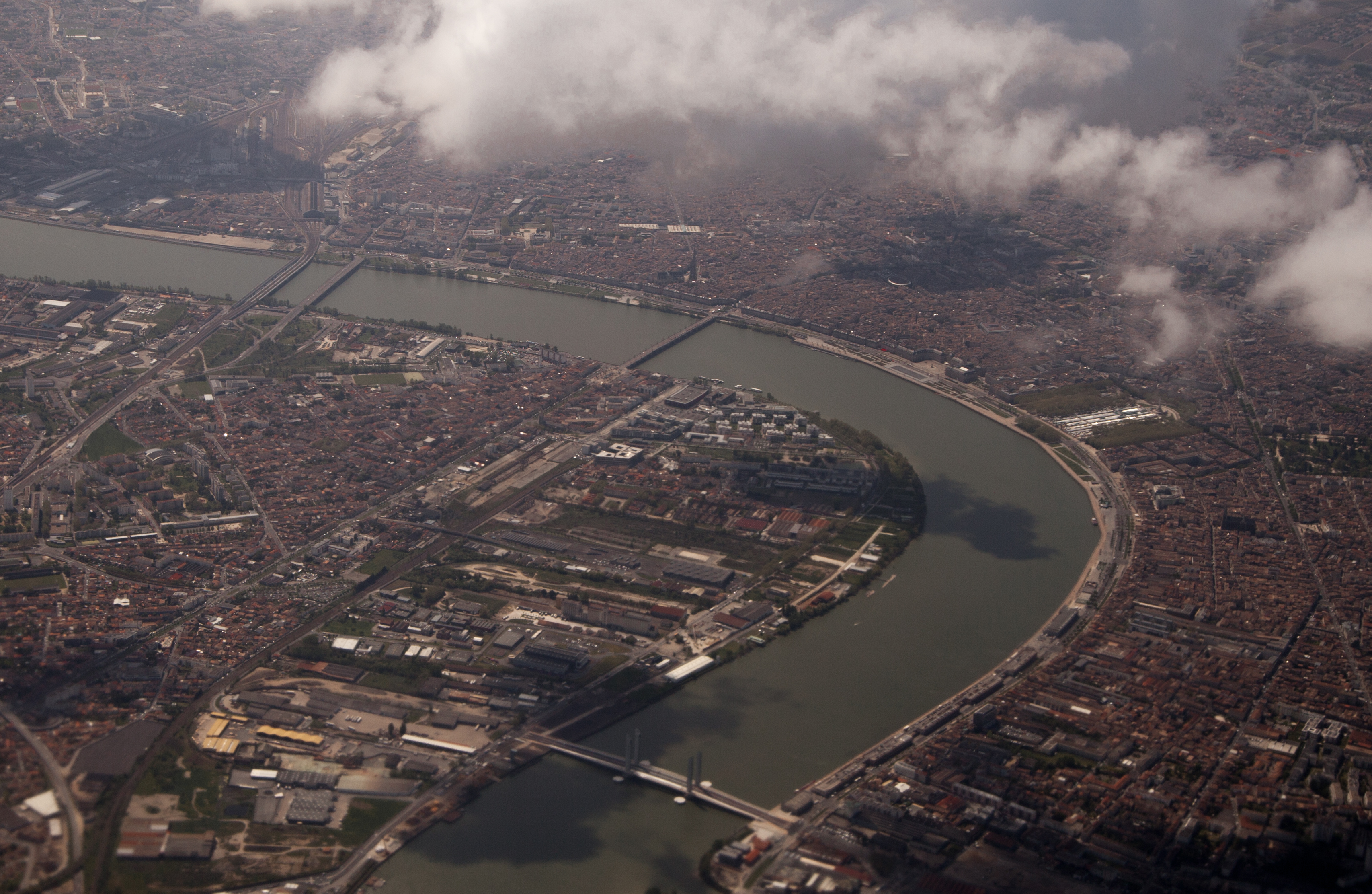
Flygbild över Bordeaux, 2011.